# Tournoi de tennis d'Istanbul
Le tournoi d'Istanbul (Turquie) est un tournoi de tennis féminin du circuit professionnel WTA et masculin du circuit professionnel ATP.
De 2005 à 2008, la compétition féminine est organisée une semaine avant Roland-Garros, sur terre battue et en extérieur.

À partir de 2009, l'épreuve est décalée au mois de juillet, se disputant sur surface dure. Elle disparaît du calendrier entre 2010 et 2013 puis revient dans le calendrier WTA à partir de la saison 2014.
La première édition du tournoi masculin a lieu en 1975 et n'est organisée qu'une seule fois. Le tournoi reprend en 2015 pour 4 éditions en catégorie ATP 250.

## Palmarès dames

### Simple
| No | Date       | Nom et lieu du tournoi                          | Catégorie      | Dotation       | Surface        | Vainqueure               | Finaliste            | Score          |                |
| -- | ---------- | ----------------------------------------------- | -------------- | -------------- | -------------- | ------------------------ | -------------------- | -------------- | -------------- |
| 1  | 03-08-1998 | Enka Ladies Open, Istanbul                      | Tier IV        | 107 500 $      | Dur (ext.)     | Henrieta Nagyová         | Olga Barabanschikova | 6-4, 3-6, 7-6  | Tableau        |
|    | 1999-2004  | Pas de tournoi                                  | Pas de tournoi | Pas de tournoi | Pas de tournoi | Pas de tournoi           | Pas de tournoi       | Pas de tournoi | Pas de tournoi |
| 2  | 16-05-2005 | Istanbul Cup, Istanbul                          | Tier III       | 200 000 $      | Terre (ext.)   | Venus Williams           | Nicole Vaidišová     | 6-3, 6-2       | Tableau        |
| 3  | 22-05-2006 | Istanbul Cup, Istanbul                          | Tier III       | 200 000 $      | Terre (ext.)   | Shahar Peer              | Anastasia Myskina    | 1-6, 6-3, 7-63 | Tableau        |
| 4  | 21-05-2007 | Istanbul Cup, Istanbul                          | Tier III       | 200 000 $      | Terre (ext.)   | Elena Dementieva         | Aravane Rezaï        | 7-65, 3-0, ab. | Tableau        |
| 5  | 19-05-2008 | Istanbul Cup, Istanbul                          | Tier III       | 200 000 $      | Terre (ext.)   | Agnieszka Radwańska      | Elena Dementieva     | 6-3, 6-2       | Tableau        |
| 6  | 27-07-2009 | Istanbul Cup, Istanbul                          | Intern'l       | 220 000 $      | Dur (ext.)     | Vera Dushevina           | Lucie Hradecká       | 6-0, 6-1       | Tableau        |
| 7  | 26-07-2010 | Istanbul Cup, Istanbul                          | Intern'l       | 220 000 $      | Dur (ext.)     | Anastasia Pavlyuchenkova | Elena Vesnina        | 5-7, 7-5, 6-4  | Tableau        |
|    | 2011-2013  | Pas de tournoi                                  | Pas de tournoi | Pas de tournoi | Pas de tournoi | Pas de tournoi           | Pas de tournoi       | Pas de tournoi | Pas de tournoi |
| 8  | 14-07-2014 | TEB BNP Paribas Istanbul Cup, Istanbul          | Intern'l       | 226 750 $      | Dur (ext.)     | Caroline Wozniacki       | Roberta Vinci        | 6-1, 6-1       | Tableau        |
| 9  | 20-07-2015 | TEB BNP Paribas Istanbul Cup, Istanbul          | Intern'l       | 226 750 $      | Dur (ext.)     | Lesia Tsurenko           | Urszula Radwańska    | 7-5, 6-1       | Tableau        |
| 10 | 18-04-2016 | TEB BNP Paribas Istanbul Cup, Istanbul          | Intern'l       | 226 750 $      | Terre (ext.)   | Çağla Büyükakçay         | Danka Kovinić        | 3-6, 6-2, 6-3  | Tableau        |
| 11 | 24-04-2017 | TEB BNP Paribas Istanbul Cup, Istanbul          | Intern'l       | 226 750 $      | Terre (ext.)   | Elina Svitolina          | Elise Mertens        | 6-2, 6-4       | Tableau        |
| 12 | 23-04-2018 | TEB BNP Paribas Istanbul Cup, Istanbul          | Intern'l       | 226 750 $      | Terre (ext.)   | Pauline Parmentier       | Polona Hercog        | 6-4, 3-6, 6-3  | Tableau        |
| 13 | 22-04-2019 | TEB BNP Paribas Istanbul Cup, Istanbul          | Intern'l       | 226 750 $      | Terre (ext.)   | Petra Martić             | Markéta Vondroušová  | 1-6, 6-4, 6-1  | Tableau        |
| 14 | 08-09-2020 | TEB BNP Paribas Istanbul Championship, Istanbul | Intern'l       | 202 250 $      | Terre (ext.)   | Patricia Maria Țig       | Eugenie Bouchard     | 2-6, 6-1, 7-64 | Tableau        |
| 15 | 19-04-2021 | TEB BNP Paribas Istanbul Championship, Istanbul | WTA 250        | 235 238 $      | Terre (ext.)   | Sorana Cîrstea           | Elise Mertens        | 6-1, 7-63      | Tableau        |
| 16 | 18-04-2022 | TEB BNP Paribas Istanbul Championship, Istanbul | WTA 250        | 239 477 $      | Terre (ext.)   | Anastasia Potapova       | Veronika Kudermetova | 6-3, 6-1       | Tableau        |

### Double
| No | Date       | Nom et lieu du tournoi                         | Catégorie      | Dotation       | Surface        | Vainqueures                           | Finalistes                               | Score             |                |
| -- | ---------- | ---------------------------------------------- | -------------- | -------------- | -------------- | ------------------------------------- | ---------------------------------------- | ----------------- | -------------- |
| 1  | 03-08-1998 | Enka Ladies Open Istanbul                      | Tier IV        | 107 500 $      | Dur (ext.)     | Meike Babel Laurence Courtois         | Åsa Svensson Florencia Labat             | 6-0, 6-2          | Tableau        |
|    | 1999-2004  | Pas de tournoi                                 | Pas de tournoi | Pas de tournoi | Pas de tournoi | Pas de tournoi                        | Pas de tournoi                           | Pas de tournoi    | Pas de tournoi |
| 2  | 16-05-2005 | Istanbul Cup Istanbul                          | Tier III       | 200 000 $      | Terre (ext.)   | Marta Marrero Ant. Serra Zanetti      | Daniela Klemenschits Sandra Klemenschits | 6-4, 6-0          | Tableau        |
| 3  | 22-05-2006 | Istanbul Cup Istanbul                          | Tier III       | 200 000 $      | Terre (ext.)   | Alona Bondarenko Anastasiya Yakimova  | Sania Mirza Alicia Molik                 | 6-2, 6-4          | Tableau        |
| 4  | 21-05-2007 | Istanbul Cup Istanbul                          | Tier III       | 200 000 $      | Terre (ext.)   | Agnieszka Radwańska Urszula Radwańska | Chan Yung-jan Sania Mirza                | 6-1, 6-3          | Tableau        |
| 5  | 19-05-2008 | Istanbul Cup Istanbul                          | Tier III       | 200 000 $      | Terre (ext.)   | Jill Craybas Olga Govortsova          | Marina Erakovic Polona Hercog            | 6-1, 6-2          | Tableau        |
| 6  | 27-07-2009 | Istanbul Cup Istanbul                          | Intern'l       | 220 000 $      | Dur (ext.)     | Lucie Hradecká Renata Voráčová        | Julia Görges Patty Schnyder              | 2-6, 6-3, [12-10] | Tableau        |
| 7  | 26-07-2010 | Istanbul Cup Istanbul                          | Intern'l       | 220 000 $      | Dur (ext.)     | Eléni Daniilídou Jasmin Wöhr          | Maria Kondratieva Vladimíra Uhlířová     | 6-4, 1-6, [11-9]  | Tableau        |
|    | 2011-2013  | Pas de tournoi                                 | Pas de tournoi | Pas de tournoi | Pas de tournoi | Pas de tournoi                        | Pas de tournoi                           | Pas de tournoi    | Pas de tournoi |
| 8  | 14-07-2014 | TEB BNP Paribas Istanbul Cup Istanbul          | Intern'l       | 226 750 $      | Dur (ext.)     | Misaki Doi Elina Svitolina            | Oksana Kalashnikova Paula Kania          | 6-4, 6-0          | Tableau        |
| 9  | 20-07-2015 | TEB BNP Paribas Istanbul Cup Istanbul          | Intern'l       | 226 750 $      | Dur (ext.)     | Daria Gavrilova Elina Svitolina       | Çağla Büyükakçay Jelena Janković         | 5-7, 6-1, [10-4]  | Tableau        |
| 10 | 18-04-2016 | TEB BNP Paribas Istanbul Cup Istanbul          | Intern'l       | 226 750 $      | Terre (ext.)   | Andreea Mitu İpek Soylu               | Xenia Knoll Danka Kovinić                | Forfait           | Tableau        |
| 11 | 24-04-2017 | TEB BNP Paribas Istanbul Cup Istanbul          | Intern'l       | 226 750 $      | Terre (ext.)   | Dalila Jakupović Nadiia Kichenok      | Nicole Melichar Elise Mertens            | 7-66, 6-2         | Tableau        |
| 12 | 23-04-2018 | TEB BNP Paribas Istanbul Cup Istanbul          | Intern'l       | 226 750 $      | Terre (ext.)   | Liang Chen Zhang Shuai                | Xenia Knoll Anna Smith                   | 6-4, 6-4          | Tableau        |
| 13 | 22-04-2019 | TEB BNP Paribas Istanbul Cup Istanbul          | Intern'l       | 226 750 $      | Terre (ext.)   | Tímea Babos Kristina Mladenovic       | Alexa Guarachi Sabrina Santamaria        | 6-1, 6-0          | Tableau        |
| 14 | 08-09-2020 | TEB BNP Paribas Istanbul Championship Istanbul | Intern'l       | 202 250 $      | Terre (ext.)   | Alexa Guarachi Desirae Krawczyk       | Ellen Perez Storm Sanders                | 6-1, 6-3          | Tableau        |
| 15 | 19-04-2021 | TEB BNP Paribas Istanbul Championship Istanbul | WTA 250        | 235 238 $      | Terre (ext.)   | Veronika Kudermetova Elise Mertens    | Nao Hibino Makoto Ninomiya               | 6-1, 6-1          | Tableau        |
| 16 | 18-04-2022 | TEB BNP Paribas Istanbul Championship Istanbul | WTA 250        | 251 750 $      | Terre (ext.)   | Marie Bouzková Sara Sorribes Tormo    | Natela Dzalamidze Kamilla Rakhimova      | 6-3, 6-4          | Tableau        |

## Palmarès messieurs

### Simple
| No | Date       | Nom et lieu du tournoi                  | Catégorie | Dotation  | Surface      | Vainqueur         | Finaliste       | Score           |         |
| -- | ---------- | --------------------------------------- | --------- | --------- | ------------ | ----------------- | --------------- | --------------- | ------- |
| 1  | 20-07-1975 | Turkey Open, Istanbul                   |           | NC $      | NC           | Colin Dowdeswell  | Ferdi Taygan    | 6-1, 6-4, 6-2   |         |
| 2  | 27-04-2015 | TEB BNP Paribas Istanbul Open, Istanbul | ATP 250   | 439 405 € | Terre (ext.) | Roger Federer     | Pablo Cuevas    | 6-3, 7-611      | Tableau |
| 3  | 25-04-2016 | TEB BNP Paribas Istanbul Open, Istanbul | ATP 250   | 426 530 € | Terre (ext.) | Diego Schwartzman | Grigor Dimitrov | 65-7, 7-64, 6-0 | Tableau |
| 4  | 01-05-2017 | TEB BNP Paribas Istanbul Open, Istanbul | ATP 250   | 439 005 € | Terre (ext.) | Marin Čilić       | Milos Raonic    | 7-63, 6-3       | Tableau |
| 5  | 30-04-2018 | TEB BNP Paribas Istanbul Open, Istanbul | ATP 250   | 426 145 € | Terre (ext.) | Taro Daniel       | Malek Jaziri    | 7-64, 6-4       | Tableau |

### Double
| No | Date       | Nom et lieu du tournoi                  | Catégorie | Dotation  | Surface      | Vainqueurs                      | Finalistes                       | Score            |         |
| -- | ---------- | --------------------------------------- | --------- | --------- | ------------ | ------------------------------- | -------------------------------- | ---------------- | ------- |
| 1  | 20-07-1975 | Turkey Open, Istanbul                   |           | NC $      | NC           | Colin Dibley Thomaz Koch        | Colin Dowdeswell John Feaver     | 6-2, 6-2, 6-2    |         |
| 2  | 27-04-2015 | TEB BNP Paribas Istanbul Open, Istanbul | ATP 250   | 439 405 € | Terre (ext.) | Radu Albot Dušan Lajović        | Robert Lindstedt Jürgen Melzer   | 6-4, 7-62        | Tableau |
| 3  | 25-04-2016 | TEB BNP Paribas Istanbul Open, Istanbul | ATP 250   | 426 530 € | Terre (ext.) | Flavio Cipolla Dudi Sela        | Andrés Molteni Diego Schwartzman | 6-3, 5-7, [10-7] | Tableau |
| 4  | 01-05-2017 | TEB BNP Paribas Istanbul Open, Istanbul | ATP 250   | 439 005 € | Terre (ext.) | Roman Jebavý Jiří Veselý        | Tuna Altuna Alessandro Motti     | 6-0, 6-0         | Tableau |
| 5  | 30-04-2018 | TEB BNP Paribas Istanbul Open, Istanbul | ATP 250   | 426 145 € | Terre (ext.) | Dominic Inglot Robert Lindstedt | Ben McLachlan Nicholas Monroe    | 3-6, 6-3, [10-8] | Tableau |